# Dan Ettinger
Dan Ettinger (în ebraică:דן אטינגר, n. 10 iunie 1971, Holon, Israel) este un dirijor israelian, în prezent directorul muzical al Operei San Carlo din Neapole (din 2021, de facto din 2023), al Operei Israeliene din Tel Aviv (din 2018) și al Orchestrei Simfonice Israeliene din Rishon Letzion (din 2018), de asemenea dirijor de onoare al Filarmonicii din Tokyo. 
La începutul carierei a fost o vreme bariton, pianist și contrabasist.  

## Biografie

### Copilărie și tinerețe
Dan Ettinger s-a născut la Holon în Israel într-o familie de evrei originari din România. Tatăl și bunica sa paternă au fost supraviețuitori ai Holocaustului (în Transnistria). De la bunica sa a învățat limba germană. A învățat să cânte la pian de la 5 ani.
A studiat canto și pianul la liceul de arte Telma Yellin din orașul Ghivataim  (Givatayim), apoi vreme de un an la Academia de muzică Rubin din Tel Aviv în clasa de canto a lui Tamar Rahum.

### Cariera muzicală
În 1993 a câștigat ca bariton premiul I la Concursul François Shapira și a apărut cu Filarmonica Israeliană din Tel Aviv.   
Între 1995-1998 a cântat în corul Operei din Tel Aviv și apoi ca solist, în mai multe roluri la Opera Israeliană din Tel Aviv în opere de Monteverdi, Mozart, Verdi, Prokofiev.
Nu a studiat dirijatul în cadrul unei instituții universitare, formându-se ca dirijor în cursul profesării meseriei. Cariera de dirijor a început-o la vârsta de 28 ani. A fost mai întâi dirijor de cor, apoi asistent de dirijor, iar în 1999-2003 a fost dirijorul rezident al orchestrei Operei din Tel Aviv. 
În această calitate a dirijat producțiile cu  Don Pasquale, Italianca în Alger, Don Giovanni, Flautul fermecat, Norma, La traviata, Liliacul,  Carmen, Tosca, La Frumoasa Elena, Nabucco, Evgheni Oneghin, Aida.
În 2002-2003 a fost prim-dirijor oaspete la Orchestra Simfonică Ierusalimm unde a dirijat Petite Messe solennelle de Gioachino Rossini,Recviemul de Giuseppe Verdi
Daniel Barenboim, care era directorul muzical al Operei de Stat Unter den Linden din Berlin, a remarcat talentul lui Ettinger și l-a ales în anii 2003-2006 și 2007-2009 ca asistentul său și Kappelmeister. 
În stagiunea 2003-2004 Ettinger a dirijat la Opera din Berlin opere precum Turandot, Elixirul dragostei, Nunta lui Figaro și Boema.
În 2004-2005 și-a făcut debutul american cu „Aida” la Opera din Los Angeles.      Au urmat Così fan tutte la Noul Teatru Național din Tokyo și concerte cu Filarmonica din Tokyo, inclusiv opera Rigoletto la Opera din Hamburg. 
În continuare Ettinger a fost dirijor oaspete la Opera de stat Bavareză din München, la Metropolitan Opera din New York, la Opera din Berlin la Opera Bastille la Paris, iar in 2010 la Filarmonica din Tokyo.  
Toamna anului 2010 a debutat la Londra, la Royal Opera House din Covent Garden din Londra cu „Rigoletto”.
Între 2009-2016 a fost directorul muzical al Teatrului Național din Mannheim, unde a dirijat, între altele, o nouă producție cu Inelul Nibelungilor de Richard Wagner,. iar între 2015-2024 a fost prim-dirijor al Orchestrei Simfonice din Stuttgart.
În februarie 2015 a debutat Ettinger la pupitrul Filarmonicii din München, iar în vara 2015 a dirijat pentru prima oară Filarmonica din Viena cu opera „Nunta lui Figaro” în cadrul Festivalului din Salzburg
La începutul anului 2018 Ettinger  a fost numit director muzical al Operei din Tel Aviv, iar din ianuarie 2023 de facto director muzical al Teatrului San Carlo din Neapole, unde fusese numit încă din 2021, în timpul pandemiei de Covid 19.